# Municipio de Fort Ripley
El municipio de Fort Ripley (en inglés: Fort Ripley Township) es un municipio ubicado en el condado de Crow Wing en el estado estadounidense de Minnesota. En el año 2010 tenía una población de 883 habitantes y una densidad poblacional de 14,34 personas por km².

## Geografía
El municipio de Fort Ripley se encuentra ubicado en las coordenadas 46°13′37″N 94°20′28″O / 46.22694, -94.34111. Según la Oficina del Censo de los Estados Unidos, el municipio tiene una superficie total de 61.58 km², de la cual 57,18 km² corresponden a tierra firme y (7,14 %) 4,4 km² es agua.

## Demografía
Según el censo de 2010, había 883 personas residiendo en el municipio de Fort Ripley. La densidad de población era de 14,34 hab./km². De los 883 habitantes, el municipio de Fort Ripley estaba compuesto por el 97,51 % blancos, el 0,34 % eran afroamericanos, el 0,68 % eran amerindios, el 0,45 % eran asiáticos, el 0,11 % eran de otras razas y el 0,91 % eran de una mezcla de razas. Del total de la población el 0,57 % eran hispanos o latinos de cualquier raza.